# 이정빈 (미스코리아)
이정빈(1992년 11월 30일 ~ )은 대한민국의 미스코리아 출신 배우이다.

## 프로필
- 출생: 1992년 11월 30일
- 신체: 173.4cm, 52.1kg, 32-24-36
- 학력: 광주여자대학교 항공서비스학과
- 수상: 2012년 미스코리아 선(善), 2012년 미스코리아 광주-전남 진(眞)
- 취미: 야구관람하기, 수집하기
- 특기: 요가, 등산

## 출연

### 드라마
- 2023년 KBS2 우아한 제국 - 신예경 역

### 영화
- 2018년 치즈인더트랩 - 경영학과생 7 역
- 2023년 명당 - 놀림기생 2 역

| 미스코리아 선(善) |                        |                 |
| 2011년            | 2012년 이정빈 · 김사라 | 2013년          |
| 김이슬 · 김혜선   | 2012년 이정빈 · 김사라 | 한지은 · 김효희 |
|                   |                        |                 |
|                   |                        |                 |

| 미스코리아 광주-전남 진(眞) |               |        |
| 2011년                      | 2012년 이정빈 | 2013년 |
| 안자야                      | 2012년 이정빈 | 이진주 |
|                             |               |        |
|                             |               |        |

| 미스 인터내셔널 코리아 |               |        |
| 2011년                 | 2012년 이정빈 | 2013년 |
| 김혜선                 | 2012년 이정빈 | 한지은 |
|                        |               |        |
|                        |               |        |

## 영화
- 2018년 치즈인더트랩
- 2018년 명당

## 드라마
- 2017년 tvn 수목드라마 크리미널 마인드
- 2018년 SBS 토요드라마 미스 마 - 복수의 여신
- 2020년 뉴플러스오리지널드라마 인공지능 그녀 (AI HER) - 보우 역
- 2020년 KBS JOY 연애의 참견 3 - 신은정 역